# Folclorul muzical din Gorj

Gena Bârsan și taraful lui Nelu Busuioc la București (1941) în zona Gării de Nord

Folclorul muzical din Gorj (sau muzica tradițională / țărănească din Gorj) este reprezentată de una dintre muzicile cele mai distinse ale genului tradițional românesc. El păstrează doar piesele a căror calitate artistică este neîndoielnică, deoarece în regiune circulă și piese mediocre, nevrednice de a fi antologate, dar semnificative pentru viața muzicală gorjenească în ansamblu.
Începând cu anul 1949, muzica tradițională din Gorj intră într-un iminent declin, odată cu apariția orchestrelor populare oficiale, care i-au distrus cu râvnă, una câte una, notele distinctive, socotite prea rustice și „necivilizate”. Cu sprijinul orchestrelor, „aranjorilor” și al cântăreților de muzică populară, mediile au inventat un stil nou, care își propunea să aibă o extensie teritorială depășind limitele Gorjului – stilul „orășenesc”. Lăutarii l-au luat drept exemplu și au început să adopte cu curaj în propria lor muzică melodii, formule melodico-ritmice și ornamentale și armonii de ansamblu folcloric.

## Repertoriul muzical

### Cântecele epice (baladele)
Precum în celelalte zone ale Olteniei și ale Munteniei, cele mai vechi cântece din Gorj sunt cântecele epice, numite și balade. Deși în creația folclorică baladele cunosc sute de motive și teme, în localitățile gorjene se regăsesc doar câteva, împărțindu-se în următoarele categorii:
- Fantastice (ex.: Iovan Iorgovan, Șarpele și voinicul, Trei surori, Corbul și vânatul turbat)
- Vitejești (ex.: Mihu haiducul, Gruia lui Novac, Corbea, Badiul cârciumarul, Gheorghe și Arapu, Sbangă, Zdrelea, Mărunțelu, Cântecul lui Petrescu, Radu Anghel)
- Păstorești (ex.: Oiță beluță, Ciobanul care și-a pierdut oile)
- Familiale (ex.: Ghiță Cătănuță, Uncheșelul, Oleac Voinicul, Mirea, Matei Haiducul, Cântecul lui Tudor, Costea și Catrina, Dină Duduleanu)
- Jurnale orale (ex.: Cântecul popii Mischie, Cântecul lui Dincă Schileru, Gogin din Buduhala, Bărbatul meu nu este mort, La nuntă la Vijulan, Focul de la Costești)

Din repertoriul lăutarilor gorjeni de la sfârșitul secolului al XIX-lea și începutul secolului al XX-lea erau nelipsite baladele, acestea constituind piesele de rezistență. Cântate întotdeauna de bărbați (de obicei primașii bandelor), ele aveau un caracter arhaic și un stil specific de la zonă la zonă. Cele mai multe balade au fost culese și înregistrate la Tismana, de la lăutarul Petre Geagu zis „Cătăroiu”, cunoscut și ca „baladistul Gorjului”. Alte balade deosebite, unele locale, au fost culese și înregistrate de la lăutarii din Runcu și de pe valea Amaradiei. Unele se identifică prin evenimente, fapte și oameni de legendă, precum prezența baladei lui Iovan Iorgovan (personaj din mitologia românească similar cu Hercules). Dintre vechile balade, păstrătoare ale elementului eroico-fantastic, cu atmosferă de basm, se regăsește și „Șarpele și voinicu”.
Numeroase și frecvent cântate până către mijlocul secolului al XX-lea la nunțile sătești, astăzi baladele s-au fărâmițat ori au dispărut de tot, ele reprezentând niște „relicve” ale acelora interpretate la curțile medievale. Din punct de vedere muzical se aseamănă cu doinele, datorită ritmului lor rubato. Totuși, dispariția baladei nu înseamnă o rupere a acesteia din lumea poeziei populare, elementele ei fiind reținute de alte specii folclorice, precum doinele. 
Actualmente majoritatea baladelor din Gorj sunt interpretate de Cristian Geagu zis Cătăroiu. Din repertoriul său fac parte cântece epice învățate și preluate de la tatăl și mai ales de la bunicul său, lăutarul Petre Geagu (de exemplu: „Ghiță Cătănuță”, Ce faci moșule-n grădină”, „La nuntă la Vijulan”, „Bărbatul meu nu este mort”, „Gogin din Buduhala”, „Focul de la Costești”). Două dintre acestea sunt cântări cu o răspândite mai largă în Oltenia rurală: „Ce faci moșule-n grădină?” (sau „Uncheșelul” / „Moșnegelul”) și „Ghiță Cătănuță”; celelalte creații epice, numite de folcloriști „jurnale orale”, sunt relatări de evenimente senzaționale, de dată mai recente, lipsite de eroism („Focul de la Costești”, „Bărbatul meu nu este mort”, „Gogin din Buduhala”, „La nuntă la Vijulan”).

### Cântecele lirice
Pe lângă creațiile epice, cea mai mare parte a repertoriului muzical este dată de cântecele lirice. În multe din acestea apar rămășițe baladești: dialogul baladesc (element al cântecelor haiducești), discuția dintre cuc și turturea sau tendința de a se povesti fapte. Lirica gorjenească se poate diviza în două categorii: doina („cântecul lung” gorjenesc) și cântecul propriu-zis, care la rândul lui are mai multe subdiviziuni: cântece haiducești, cântece de război, cântece de cătănie, cântece de oprimare socială și necaz, cântece de dor și dragoste, cântece de înstrăinare, cântecele vârstelor etc.
Piesele cele mai de seamă din Gorj sunt „cântecele lungi” (doinele) - cântece lirice lente, ornamentate și cu o formă deschisă ce le distinge de cântecele comune. Ele încă se mai cântă în întreg județul, la masa mare a nunții. De foarte multe ori, în discursurile oficiale despre folclor, s-a afirmat că doina este genul muzical-poetic reprezentativ pentru cultura populară din Gorj. Aici, doina nu s-a lăsat influențată de versiunile folclorizate ale comuniștilor prin imensele ansambluri folclorice, ea a rămas vie, purtată de lăutari și de rapsozi. Aceștia o execută în timpul oricăror petreceri populare în care participanții sunt adunați în jurul unei mese. Textele doinelor vechi din Gorj ilustrează mai alese tema dragostei, având un pronunțat caracter erotic.

### Muzica de joc
Din mulțimea de jocuri, distincte de altădată – „brâul”, „târcolul”, „ungurica”, „șchioapa”, „rustemul”, „bordeiașul”, „frunza”... – gorjenii le-au păstrat astăzi doar pe cele mai populare și cu circulație mai extinsă: „hora de mână” și „sârba”. 
Hora este legată de actele rituale din cursul nunții, dar și de alte ocazii în care comunitățile simt nevoia să se solidarizeze (sau mai degrabă: tradiția le impune să se solidarizeze). Sârba este manifestarea energică, explozivă chiar, a acestei solidarizări. Toți gorjenii le joacă fără greș pe amândouă, oricând și oriunde, inclusiv în restaurantele de lux din orașul Târgu Jiu. Jocurile au muzici destul de amestecate. Unele păstrează o amprentă gorjenească netă, altele resimt pe de o parte influența muzicilor din provinciile apropiate – Banat, Muntenia – pe de altă parte influența muzicii promovate de ansamblurile folclorice.
În ele, lăutarii inovează și improvizează viguros și în deplină libertate. În primul rând, ei lărgesc și flexibilizează structura secțiunilor, care pe traseul discursului muzical reapar în forme mereu înnoite; în al doilea rând, ei extind forma globală a pieselor; și unesc melodiile diferite în suite, unde câteodată le și amestecă, exploatându-le frazele comune sau similare: rezultatul este o muzică complexă, în care componentele și-au topit granițele, un fel de „operă deschisă” irepetabilă, fotografie sonoră a momentului interpretării.

## Tarafuri și lăutari
În Gorj, muzicanții profesioniști sunt prin tradiție nu doar bărbații, ci și femeile. Bărbații mânuiesc vioara, viola (braciul), chitara, acordeonul, basul, iar în anii din urmă orga electronică; cei mai vârstnici sunt și cântăreți, după „moda” timpurilor mai vechi. Femeile, întotdeauna soliste vocale, cântă eventual și la chitară sau acordeon. Ele merg la petreceri numai împreună cu un membru apropiat al familiei: tată, frate, soț, socru sau ginere.
Muzicanții se grupează în mici ansambluri (tarafuri) cu geometrie variabilă, adică cu o componență care se poate modifica dependent de împrejurări. Criteriile după care se asociază sunt diverse: în primul rând înrudirea, apoi vecinătatea, afinitățile personale și comenzile precise ale angajatorilor. În petrecere tarafurile cântă ce „se cere” în general în regiune, ce le solicită în mod expres un client sau altul (însoțindu-și comanda cu un „bacșiș”), ce reclamă ritualul și ce mai socotesc ei că s-ar potrivi cu convivii, prilejul, momentul și împrejurările concrete ale performanței muzicale. E de la sine înțeles că toate sonoritățile lor sunt masiv amplificate printr-o aparatură mânuită în general de „clăpar” (interpretul la orgă).
Lăutarii prelungesc o cultură muzicală tradițională pe care gorjenii înșiși le-au încredințat-o, lăsându-le în același timp responsabilitatea de a o conserva, dar libertatea de a o purta în direcțiile în care cred de cuviință. Ca pretutindeni în România, lăutarii din comunitățile relativ ample – satele sau cartierele de muzicanți români sau țigani – sunt cei mai solizi profesional: competiția cu cei din proximitatea imediată îi obligă la autoperfecționare continuă. Pe de altă parte, tot aici ei sunt excelenți păstrători ai muzicilor bătrânești și în același timp agenți ai unor înnoiri care conduc câteodată la dizolvarea specificității locale. Așa se explică de ce lăutarii din Godinești (mai precis satul Pârâu de Pripor) sunt bine reprezentați. Ceilalți, care nu sunt de altfel mai prejos, provin din localități în care au existat cândva nuclee lăutărești relativ puternice: Târgu Cărbunești, Tismana, Runcu, Bălești, Motru, Târgu Logrești și Brădiceni.
Lăutarii satelor gorjene satisfăceau nevoia țăranului de destindere la hora satului, în zilele de sărbătoare ori se impunea prezența lor cu ocazia momentelor importante din viață: la botez, la nuntă și chiar la înmormântare. Ei erau organizați în bande, tambe sau în tarafuri, care purtau numele capului formației. Aceasta era constituită local, predilect familial. 

## Lăutarii de altădată
Savantul Constantin Brăiloiu (1893-1958) vlăstar al unei familii boierești din ținutul Gorj, a gravat pe discurile timpului său numai capodopere gorjenești. Acesta a avut mai multe motive pentru care a ascultat cu atenție muzica lăutarilor din Gorj. În primul rând, el a căutat continuu să îmbogățească Arhivele Societății Compozitorilor Români, pe care el le-a fondat în 1928. Mulți dintre lăutarii și rapsozii gorjeni au fost înregistrați de Constantin Brăiloiu. 
În perioada interbelică și în prima parte a perioadei postbelice (între 1920 - 1960), au existat importante bande, tarafuri și cete de lăutari, dintre care cele mai importante fiind: 
| - Taraful lui Ion Rugină din Tismana; - Taraful lui Petre Geagu-Cătăroiu din Tismana; - Taraful lui Vasile Mândru din Pârâu de Pripor; - Taraful lui Ionel Mihu Peșteana-Jiu; - Taraful lui Simion Falcoe din Peștișani; - Taraful lui Ion Ciulei din Brădiceni; - Taraful lui Nicolae Zlătaru din Runcu; - Taraful lui Dumitru Pobirci din Runcu; - Taraful lui Ion Piper din Arcani; - Taraful lui Petrică Zlătaru din Lelești; - Taraful lui Mihai Lătărețu din Lelești; - Taraful lui Gheorghe Luca din Ceauru; - Taraful lui Ion Trohonel-Purcel din Ceauru; - Taraful lui Constantin Burlan din Rovinari; | - Taraful lui Gheorghe Puradici din Novaci; - Taraful lui Dumitru Lungu din Alimpești; - Taraful lui Ciuchină Suchici din Bumbești-Jiu; - Taraful lui Constantin Bobirci din Bârsești; - Taraful lui Costică Dindiri din Târgu Cărbunești; - Taraful lui Ion Bârsan din Târgu Cărbunești; - Taraful lui Victor Turleanu din Târgu Cărbunești; - Taraful lui Gheorghe Holtea din Lihulești; - Taraful lui Nelu Busuioc din Scrada; - Taraful lui Dumitru Ciucurescu din Târgu Logrești; - Taraful lui Alexandru Ciucurescu din Bârzeiu - Taraful lui Alexandru Groza din Bârzeiu - Taraful lui Mitru Fane (vioară) din Măru; - Taraful lui Costică Gătatu din Stoina; |

- Rapsozii: Elena I. Stoichiță (voce) și Gheorghe Ciontea (piculină) din Alimpești, Maria Piper din Bâltișoara (voce), Lisaveta I. Rancea (voce) din Bărbătești, Maria Berca (voce), Dumitru Coiculescu (voce), Vasile Pârvulescu (cimpoi) din Câmpofeni, Polina Iacobici (voce) și Domnica Tutunaru (voce) din Celei, Anghel Bușe (fluier) din Curtișoara, Cristina Gh. Pavel (voce), Ioana Alex. Schian (voce), Marița Gr. Grama (voce) din Găvănești, Ana I. Ecobici (voce) și Floare G. Topală (voce), Maria Popescu (voce) și Polina Popescu (voce) din Rasovița, Constantin Catână din Lelești (flaut drept), Ion Titu Burlan (caval) din Mogoșani, Vasile Pluta din Preajba Mare (fluiere), Gheorghe Furdoi (voce), Maria Arbagic (voce), Maria Grozav (voce) și Ilinca M. Beura (voce) din Runcu, Ion Muche Berca (frunză) din Stroiești, Marghioala Junilă (voce) din Tismana și alții.

## Lăutarii contemporani
La ora actuală, în Gorj, există numeroase bande, cete și tarafuri locale în componența cărora instrumentiștii diferă constant (mai ales pe instrumentele de acompaniament – braci, chitară, bas, schimbând instrumentele în funcție de situație) sau apar și în alte tarafuri. Astfel, printre cele mai importante tarafuri de lăutari și rapsozi din prezent, care au o oarecare notorietate în județ și care au fost distinși în cadrul festivalurilor locale, se numără:
| - Taraful lui Cristian Geagu-Cătăroiu din Tismana - Taraful lui Constantin Mornea din Tismana - Taraful lui Ion Pițigoi din Drăgotești - Taraful lui Nicolae Bâlteanu din Bâlta - Taraful lui Ion Burlan din Bălești - Taraful lui Aurel Lătărețu din Târgu Cărbunești - Taraful lui Gioni Pițigoi din Târgu Cărbunești - Taraful lui Marcel Ciucurescu din Târgu Logrești | - Taraful lui Ion „Macu” Argint din Pârâu de Pripor - Taraful lui Victor Argint Jr. din Pârâu de Pripor - Taraful lui Ionuț Pobirci din Pârâu de Pripor - Taraful lui Victor Rap din Pârâu de Pripor - Taraful lui Vasile Muscurici din Pârâu de Pripor - Taraful lui Nicolae Cidoiu din Pârâu de Pripor - Taraful lui Florin Cidoiu din Pârâu de Pripor |

În principiu, în mai toate comunele importante din județul Gorj există cel puțin un taraf sau o bandă de lăutari. Lăutarii ce alcătuiesc formațiile, în funcție de eveniment, migrează de la una la alta, cu acordul primașilor (capilor de taraf). Astfel, în funcție de sat sau comună, în Gorj mai există numeroși lăutari și rapsozi.
Muzica lăutarilor gorjeni a fost imprimată și pe câteva CD-uri apărute sub supravegherea etnomuzicologului elvețian Laurent Aubert și a etnomuzicologului Speranța Rădulescu și a colaboratorilor ei, Florin Iordan, Mirela Radu și Costin Moisil de la Muzeul Țăranului Român. Înregistrările albumelor au fost realizate de către Școala Populară de Artă din Târgu Jiu, de către cercetătorii de la Muzeului Țăranului Român din București și de la Institutul de Folclor din Geneva.
| An   | Casa de discuri și număr de catalog                                  | Format       | Piese | Acompaniament |
| 2008 | AIMP XC VDE CD-1269 Musique Festives du Gorj                         | compact disc | 1. Sârbă instrumentală 2. Doină: Mi-aduc amintea demult 3. Suită de două cântece-horă: În pădurea din Lelești, De ce n-ai venit aseară și un cântec-sârbă: Cine-ascultă de muiere 4. Cântec: Fir-ai tu să fii de deal 5. Sârba „Ca la Scoarța” 6. Doină: Păcat c-am îmbătrânit 7. Suită de trei cântece-sârbă: Mori mândro să mor și eu, La Tismana-ntr-o grădină, În pădure la Stroiești și două sârbe instrumentale 8. Doină: Pădure și iar pădure 9. Cântec: Mult mi-e drag și-mi pare bine 10. Suită de două cântece-sârbă: În pădure la Stroiești și De cine mi-e dor și sete 11. Doină: De mic rămăsei sărac 12. Cântec: De-ar ști omul ce e viața 13. Suită de sârbe instrumentale | Taraful Marian Argint (1) Taraful Pantelie Civit Rap (2) Taraful Victor Argint (3) Taraful Constantin și Dumitru Pițigoi (4,5) Taraful Nicolae Ciulei (6,7) Taraful Lampie Muscurici (8-10) Taraful Florian Enoiu (11) Taraful Dumitru Ciucurescu (12,13) |
| 2008 | Ethnophonie CD 18 Muzică țărănească de taraf din Gorj                | compact disc | 1. Joc: Sârbă 2. Doină: Mi-aduc aminte demult 3. Horă: Colindai vâlceaua toată 4. Sârbă: Ici i dealul, ici i via 5. Suită de jocuri: Doină, Sârba 6. Doină: Eu cunosc vara când vine 7. Suită de jocuri: Horă de mână, Sârba 8. Doină: Ușurel trecui prin lume 9. Sârbă: Cine-a fost stăpân pe Gorj 10. Doină: Pusei fața la pământ 11. Cântec: Trei în lume nu se poate 12. Doină: Mi-aduc aminte demul 13. Mai treci neică și tu dealul 14. Sârbă: La Tismana-ntr-o grădină | Taraful familiei Argint (1-11,13,14) Taraful Pantelie Rap-Civit (12) |
| 2009 | Intercont Music IMCD 1342 Banda lu nea Alită Pițigoi Ultimii rapsozi | compact disc | 1. Cântec de ascultare 2. Sârbă 3. Ce otravă să-ți mai dau 4. Ferice codre de tine 5. Cu cloncănit 6. Cântec p'o coardă 7. Sârba lu' Celea 8. Pădure și iar pădure 9. Cine-a fost odată'n pe Gorj 10. Sârbă 11. Foaie verde trei granate 12. Hora lu' Alită Pițigoi 13. Sârbă | Constantin Alită Pițigoi - vioară și voce Dumitru Bebe Pițigoi - vioară și voce Gioni Pițigoi - vioară Gheorghe Pițigoi - braci Dumitru Pițigoi - contrabas Eugen Pițigoi - acordeon Laurențiu Lătărețu - chitară                                         |
| 2012 | Ethnophonie CD 21 Tarafuri și lăutari din Gorj                       | compact disc | 1. Cântec-sârbă: Aoleu fir-aș al dracu și Joc: Sârbă 2. Cântec: La nuntă la Vijulan 3. Cântec epic: Ghiță Cătănuță 4. Cântec epic: Gogin din Buduhala 5. Cântec epic: Bărbatul meu nu este mort 6. Cântec-sârbă: La Tismana-ntr-o grădină 7. Cântec: De-ar ști omul ce e viața 8. Doină: Am muncit Doamne-am muncit 9. Cântec-horă de mână: De ce n-ai venit aseară 10. Joc: Sârbă 11. Cântec epic: Cine-a fost odată-n Gorj 12. Doină și Joc: Sârba lui Celea 13. Cântec: Firi-al naibalui de deal 14. Cântec-sârbă: Salteaua 15. Suită de jocuri: Sârbe | Taraful Cristian Geacu-Cătăroiu (1-6) Taraful Dumitru Ciucurescu (7) Taraful Nicolae Ciulei (8,9) Taraful Nicu Bâlteanu (10,11) Taraful Constantin și Dumitru Pițigoi (12) Taraful Gioni Pițigoi (13,14) Taraful Aurel Lătărețu (12)                      |
| 2012 | Ethnophonie CD 22 Tarafuri și lăutari din Gorj                       | compact disc | 1. Suită de cântece-sârbă: Icea-i dealu, icea-i via; Sui mândruțo-n deal la peri; Țață, ți-aș pupa gurița; Doamne, la dușmanii mei; Am un dușman ca un câine 2. Doină: Nu știu dealu s-a lungit 3. Suită de jocuri: Hora ca la Pârâu, Hora de la Lelești, Hora lui Vică 4. Cântec epic: Mă uitai pe drum la vale 5. Suită de jocuri: Sârbe 6. Doină: Doamne, Dumnezeu ceresc 7. Cântec: Doamne la dușmanii mei 8. Cântec-sârbă: De-ar ști omul ce e viața 9. Cântec-sârbă: Ici i dealu, ici i via 10. Cântec: Doamne la dușmanii mei 11. Joc: Sârbă 12. Joc: Sârbă | Taraful Marian Argint (1-5) Taraful Florian Enoiu (6-8) Taraful Haralambie Muscurici (9) Taraful Ion Argint (10,11) Taraful Nicu Zlătaru (12) |

## Satul lăutăresc Pârâu de pripor
Pârâu de Pripor este un sat în care majoritatea locuitorilor sunt muzicanți profesioniști. E locuit de câteva clanuri familiale: Argint, Călău, Enoiu, Muscurici, Pobirci, Rap, Zlătaru. Muzicanții schimbă uneori un instrument cu altul, după împrejurări: la masa mare a nunților spre exemplu, acordeonistul sau un alt instrumentist se instalează pentru toată durata nopții în fața orgii, în a cărei memorie a inclus inclus timbrurile și formulele de acompaniament ale instrumentelor din taraful vremurilor mai vechi: chitara, viola și basul. Majoritatea familiilor din sat sunt înrudite prin sânge sau prin alianță. Fiecare din ele și-a constituit taraful propriu, pe care îl restrânge sau – pentru petrecerile mai ample – îl lărgește prin cooptarea unor muzicanți din alte familii.
Relațiile de rudenie și cele profesionale se conjugă și re-conjugă, după formule mereu schimbătoare, învăluind satul într-o plasă de alianțe și rivalități (fiecare taraf de familie încearcă să atragă clienți, în detrimentul celorlalte), de prietenii și dușmănii (legate deseori de împărțirea banilor proveniți din bacșișuri), de disponibilități și indisponibilități de cooperare. Dimpreună, toate acestea creează un climat de emulație benefic pentru profesionalismul muzicanților săi.
Un sat de lăutari - așa cum este și Pârâu de Pripor – este întotdeauna și oriunde în România locul în care îi poți întâlni pe cei mai buni muzicieni populari din regiune; și locul în care muzica se înnoiește cel mai radical, dar în același timp își conservă, cu surprinzătoare fidelitate, straturi de mare vechime.